# Помощни войски (римска войска)
Помощни войски (на латински: Auxilia) през периода на ранната империя – 1 в., са отделни отряди, набирани в провинциите, използващи националното си оръжие и командвани от собствените си вождове.
Всяка провинция е била длъжна да осигурява за римската войска определено количество оксиларии. Към края на 1 век – началото на 2 век тези отряди получили по-единна организация и минали под командването на римските офицери.
В битката помощните войски прикривали фланговете на легионите. Те били организирани в пехотни кохорти, кавалерийски alae и в смесени кохорти. Формирали се и помощни кохорти само от стрелци с лъкове.
Към помощните войски спадали и наемните войски – cohortes mercennariae – балеарски прашкохвъргачи, критски стрелци, нумидийски конници и пелтасти и др.
Имало и т. нар. нестроеви отряди – numeri, съставени от съюзнически варварски бойци, групирани по етническа принадлежност и използващи националните си оръжия /например сирийски конни стрелци/.
На най-голяма почит се радвали помощните кохорти, набрани измежду римски граждани и доброволци от Италия.
Всяка спомагателна кохорта или ала имала собствен номер и наименование, сочещо типа и произхода на подразделението напр.: Cohors I Afrorum. Също така в названието понякога влизало и името на военачалника, който го командвал – при Тацит е описана спомагателна ala, командвана от някой си Себосий – Ala Gallorum Sebosiana.

## Пехотни помощни кохорти /Cohortes peditum/
Съставени били от 6 центурии от по 80 души, така че всяка кохорта се състояла от 480 войника /също както и при легионната такава/. Такова подразделение се наричало quingenaria /което означава – 500 души/. Във втората половина на 1 век, когато били увеличени първите кохорти на легионите, се появили и помощни кохорти с удвоен състав /1000 души/. Наричали се milliaria /хилядни/ и били съставени от 10 центурии.

### Командване на пехотните помощни войски
Пехотните кохорти квингенарии, били под командването на префект, назначаван обикновено от губернатора на провинцията. Хилядните кохорти били командвани от трибуни. Те били назначавани предимно от императора. Центурионите на оксилариите нямали такава ясна йерархия, както при легионите, въпреки че при тях също имало главен центурион принцепс. Всяка кохорта имала и собствени принципали – сигнифери, вексиларии.

### Въоръжение
През периода 1 – 2 в. оръжието и бронята на оксилариите започват постепенно да се доближават до това на легионерите. Пехотинците носели ризница /lorica squamata или lorica hamata/, която впоследствие била заменена от така характерната за легионерите lorica segmentata.
Шлемът им наподобявал на този на легионерите, но бил по-опростен и без украси. Главният отличителен белег на оксилариите бил овалният плосък щит /clippus/. Имало обаче някои кохорти, използващи scutum – cohors Hispanorum scutata. Помощните войски били въоръжени с две копия /lancea/, a не пилуми, и меч /гладиус -gladius/.
Наемниците ползвали традиционното си оръжие:
- Прашкохвъргачите /funditores/ се набирали предимно от Балеарските острови. Служели си с прашка (funda). Използвали камъни или излети от олово снаряди /glandes/. Не носели броня.
- Стрелците /sagittarii/ идвали главно от източните провинции. Те носели дълги ризници и били въоръжени с лък (arcus), и колчан със стрели.

На помощните войски винаги е била отредена второстепенна роля, макар че в битката именно те поемали първия удар и тяхната основна функция била да дезорганизират настъпващия противник, който да стане лесна плячка на атакуващите легиони, а после да преследват и унищожават бягащите вражески части.
В мирно време оксилариите изпълнявали гарнизонна служба, патрулирали и разузнавали местността.

## Помощна кавалерия
Функцията ѝ била да прикрива фланговете на легиона от непосредствена атака и да преследва бягащия противник. Освен това тя разузнавала за засади и била използвана за предаване на съобщения. Римляните не ценели много конницата, разчитайки изцяло на ударната мощ на легиона.
Затова при сблъсъка на Рим с народи, прекрасно владеещи конната тактика /парти, сармати/, недостатъците на неговата кавалерията веднага проличавали. Проблемът се състоял в това, че римляните така и не се научили да използват кавалерията като специфичен род войска.
Въпреки че не била на особена почит, конницата достойно се справяла с възлаганите ѝ задачи по поддръжка на легионите и охраната на границите на империята.
През I в. основните подразделения на помощната кавалерия били алите, наброяващи 500 души /ala quingenaria/; съставени от 16 турми /всяка от по 30 конника/. Към 70-те години на I в. се появили и ala milliaria, съставени от 24 турми, всяка от които наброявала до 40 кавалериста.

### Командване
Кавалерийските али били подчинени на префекти /praefectus equitum; а по-късно – praefectus alarum/. Префектът можел сам да си избира помощник /субпрефект/ – ставащ втори в йерархията след него. Във всяка турма имало трима декуриони, командващи съответно трите ѝ декурии.
Един от тях командвал цялата турма. От декурионите в цялата ala един /decurio princeps/ се считал за най-главен. Стъпка по-ниско стояли duplicarius /на които им било плащано двойно/ – аналог на optio в легионната пехота; и sesquiplicarius /който получавал 1,5 пъти по-висока заплата от обикновения служещ/. В турмата също имало curator, който се грижел за конете. Тръбачите в конницата се казвали luticines – от името на инструмента lituus, с който били предавани командите. Турмата си имала знак, носен от signifier, а знамето на цялата ala /vexillum/ било носено от vexillarius.
Тук също си имало и съответен imaginifer, грижещ се за изображенията на императора.

### Въоръжение
Конникът бил защитен от плетена или люспеста ризница и железен шлем. Те били по-разнообразни по украса от тези на легионерите. Щитът бил плосък, както при оксилариите – овален или шестоъгълен. Мечът бил по-дълъг от гладиуса (95 см.) и се казвал spatha.
Всеки кавалерист разполагал и с леки копия (lancea), предназначени за мятане и по-дълго такова (tragula, hasta) – за нанасяне на удари.
В края на 1 век, по поречието на Дунав се настаняват сарматските племена на аорсите и роксоланите, разполагащи с тежка кавалерия – катафрактите. Те са били нещо като праобраз на средновековните рицари. Цялото им тяло, а и конят били защитени с доспехи. Въоръжени били с дълго копие /contus/, което било и основното им оръжие. Римляните се видели принудени също да въведат собствени отряди от катафракти. Първите такива подразделения /conttarii/ били формирани при император Траян по време на дакийските му войни (101 – 107 г.)
Кавалерийските доспехи претърпели обратна еволюция спрямо тези на легионерите. Докато последните се опростявали и облекчавали, кавалерийските се усложнявали и ставали все по-тежки, докато конниците не се превърнали в тежковъоръжени войни клибанарии (clibanarii – от clibanus – малка желязна печка).

## Смесени кохорти (cohors equitatae)
В началото на 1 в. се появил и този нов тип подразделения. Също били quingenaria или milliaria. 2/3 от тях били съставени от пехотинци, а 1/3 – от конници. Съответно в смесените кохорти квингенарии пехотинците били 380, а кавалеристите – 120, командвани от префект. В хилядните кохорти пехотинците били 760, а конниците 240, командвани от трибун. Тяхното въвеждане в армията е заемка от тактиката на германските племена – конник и пехотинец да се сражават по двойки.
Кавалеристите от тези кохорти били по-скоро пехотинци, качени върху коне, отколкото професионални ездачи. В бойния ред смесените кохорти съставлявали втората линия зад останалата кавалерия. Пехотинците от смесените кохорти имали същото въоръжение, както и на останалите оксиларии, но детайлите му били съвсем опростени, което свидетелствало за ниското им положение в йерархията на легиона.